# Брюнинг, Уолтер
Уо́лтер Брю́нинг (англ. Walter Breuning; 21 сентября 1896, Мелроз, Миннесота, США — 14 апреля 2011, Грейт-Фолс, Монтана, США) — долгожитель, возраст которого подтверждён Исследовательской группой геронтологии (GRG). На момент его смерти в возрасте 114 лет и 205 дней он был старейшим из живущих мужчин, третьим старейшим из живущих людей. 27 декабря 2008 года, после смерти Джорджа Фрэнсиса, стал старейшим мужчиной в США. После смерти ветерана Первой мировой войны Генри Эллингема 18 июля 2009 года, был признан старейшим из живущих на тот момент мужчин. Также, в свой 110-й день рождения, он был признан старейшим из бывших железнодорожников в США. Кроме того, Уолтер Брюнинг был последним из мужчин, родившихся в 1896 году.

## Биография
Брюнинг родился в американском городе Мелроуз (штат Миннесота), в семье Джона Брюнинга и Коры Брюнинг. Всего в семье было пятеро детей. Среди родственников Уолтера было немало долгожителей, родители его отца прожили более 90 лет, а братья и сестры прожили 78, 85, 91 и 100 лет. По словам Уолтера Брюнинга, самое раннее из его воспоминаний — это рассказы деда о Гражданской войне. Детство Уолтера было крайне тяжелым, его семья жила без электричества, водопровода и канализации, чтобы помыться воду приходилось греть на дровяной печи. В сельской школе, где учился Уолтер, условия были немногим лучше.
В 1910 году родители Уолтера расстались и он был вынужден бросить школу и в 14 лет начал работать жестянщиком. Его родители умерли в годы Первой мировой войны. Сам Уолтер встал на воинский учёт, но так и не был вызван на сборы. В 1913 году Брюнинг стал железнодорожником и 50 лет проработал на Главной Северной Железной Дороге (англ.) и в компаниях-преемниках. В юности Уолтеру приходилось избегать встреч с её владельцем Джеймсом Джеромом Хиллом, поскольку Хилл не желал, чтобы в его компании работали несовершеннолетние (Брюнинг поступил на работу в возрасте 17 лет).
В 1918 году Уолтер из Миннесоты переехал в Монтану, где продолжал работать железнодорожным клерком. В 1922 году Уолтер Брюнинг женился на телеграфистке Агнес Твоуки, они прожили вместе тридцать пять лет. Детей у них не было. После смерти жены в 1957 Уолтер не женился вновь. В возрасте 66 лет он вышел на пенсию.

## Знаменитый долгожитель
В дом престарелых в городе Грейт-Фоллс Уолтер, до этого живший один, переехал, когда ему было далеко за восемьдесят. Брюнинг жил активной социальной жизнью и до возраста 99 лет принимал участие в собраниях местного клуба, многолетним членом которого являлся. Внимание широкой общественности привлек в 2008 году, когда стал старейшим мужчиной в США.
Для своего возраста Брюнинг находился в очень хорошем физическом состоянии. Он самостоятельно передвигался, принимал пищу два раза в день, любил мороженое, носил костюм и галстук. Иногда Уолтер садился за руль специального мотороллера. У Брюнинга было ясное мышление и прекрасная память. В ноябре 2007, в возрасте 111 лет, Уолтер был вынужден начать пользоваться слуховым аппаратом.
16 февраля 2009 года Уолтер Брюнинг принял участие в шоу Джима Лэрера News Hour (англ.), где поделился своей точкой зрения относительно новоизбранного Президента США и состояния американской экономики.
24 апреля 2009 года, Брюнингу был посвящён эпизод телепрограммы CBS Evening News (англ.).

## Рекорды долголетия
- 21 сентября 2010 года Брюнингу исполнилось 114 лет. Праздничные мероприятия, организованные в честь именинника, посетили представители Книги рекордов Гиннеса, а также губернатор штата Монтана Брайан Швейцер.
- 12 декабря 2010 года Брюнинг в возрасте 114 лет и 82 дня стал шестым верифицированным и четвёртым не оспариваемым старейшим мужчиной в истории.
- 31 января 2011 года Брюнинг, после смерти Юнис Сэнборн, в возрасте 114 лет и 132 дня стал третьим верифицированным старейшим ныне живущим человеком на Земле.
- Летом 2013 года, после верификации Мэтью Бёрда стал пятым старейшим верифицированным мужчиной в мире, когда-либо жившим.
- с 23 марта 2011 года по 28 января 2014 года входил в топ-50 старейших людей в истории.
- Уолтер также является старейшим мужчиной, родившимся в США (так как Кристиан Мортенсен родился в Дании), чей возраст не оспаривается (так как возраст Мэтью Бирда оспаривается).

.

## Цитаты
- Брюнинг о своём детстве: «Когда я вспоминаю события последних 100 лет, я могу только гадать, какой была бы сейчас жизнь без электричества. Никаких автобусов не было. Я помню, как ходил в школу пешком в холодную зиму. Нам приходилось сдвигать наши парты поближе к дровяной печи, чтобы не замерзнуть. А после уроков, нам снова предстояло идти пешком по морозу. Все шли — выбора просто не было.»
- На свой 112-й день рождения он поделился своими мыслями относительно собственного долголетия и хорошей физической формы: «Держите в тонусе свой разум и тело, и тогда вам удастся надолго задержаться среди живых».
- Когда Брюнинга спросили, почему, овдовев в 60 лет, он не женился снова, он ответил: «Второй брак никогда не бывает настоящим. Сейчас даже первый брак не бывает настоящим».[9]